# Sofia Rei
Sofia Eugenia Koutsovitis, conocida profesionalmente como Sofia Rei, es una cantante, compositora, productora y educadora argentina. Una mezzosoprano de formación clásica, las influencias de Rei incluyen estilos folclóricos sudamericanos, jazz, pop, nueva música clásica y electrónica. Cantando en español, inglés y portugués, su voz fue descrita por The Boston Globe como "poseedora de una voz voluptuosamente completa, un dominio integral de los ritmos latinoamericanos y un conocimiento enciclopédico de las formas folclóricas de Argentina, Perú, Colombia y Uruguay". Nació y creció en Buenos Aires y reside en Nueva York desde 2005.
Dos de sus álbumes ganaron premios de música independiente al mejor álbum en la categoría World Beat. Ha trabajado con John Zorn, Bobby McFerrin, Marc Ribot y Maria Schneider.
Es cofundadora de El Colectivo Sur, un colectivo artístico con sede en la ciudad de Nueva York que tiene como objetivo aumentar la conciencia pública sobre la música sudamericana y reunir comunidades diversas. Es curadora de su programa principal, el Festival de Música Sudamericana de la Ciudad de Nueva York. Enseña en Global Initiatives de Berklee College of Music, incluyendo el programa itinerante Berklee Latino dirigido por Oscar Stagnaro y Javier Limón.

## Primeros años y educación
Rei nació en Buenos Aires. Es hija de Andrés Koutsovitis, ingeniero civil, y María Cristina Reigadas, filósofa, profesora e investigadora. Comenzó a estudiar música a los 4 años y de niña cantaba con grupos vocales y coros escolares. Comenzó su carrera profesional a los nueve años como integrante del Coro de Niños del Teatro Colón y luego integró el Coro Nacional de Niños de Argentina en el Teatro Nacional Cervantes.
Rei dejó de cantar profesionalmente cuando entró a la escuela secundaria en el Colegio Nacional de Buenos Aires. Descubrió el punk rock y empezó a tocar la batería, pero cantaba principalmente "en la ducha". Regresó a su educación musical formal en la universidad como cantante en el Conservatorio Nacional.
Como estudiante de pregrado, Rei estudió ópera con la profesora Marta Blanco. En 1997 ingresa al Coro Nacional Juvenil de Argentina (CONAJO) bajo la dirección del Maestro Néstor Zadoff, como contralto. Sin embargo, sus intereses musicales se extendieron más allá del mundo clásico y llevó "una doble vida" como "cantante clásica debidamente educada durante el día y todo lo demás por la noche". A los 19, estuvo expuesta al jazz por primera vez y comenzó a aprender sobre la improvisación vocal, trabajando frecuentemente con compositores jóvenes y explorando formas de usar su voz mientras estrenaba sus nuevos trabajos. Totalmente inmersa en la música improvisada y el jazz, Rei decidió viajar a los Estados Unidos para continuar su educación. En 2001, se mudó a Boston para estudiar jazz e improvisación en el Conservatorio de Música de Nueva Inglaterra. Allí, sus maestros incluyeron a Charlie Banacos, Danilo Pérez, Dominique Eade, Steve Lacy, Bob Moses y Jerry Bergonzi. Alentada por uno de sus maestros, George Russell, Rei comenzó a escribir su propia música. Mientras estaba en el conservatorio, conoció al bajista Jorge Roeder, con quien colabora frecuentemente. Se graduó del Conservatorio de Nueva Inglaterra con una Maestría en Jazz e Improvisación en 2003.

## Carrera profesional
En 2003, mientras vivían en Boston, Rei, Roeder y el baterista "Coqui" Pérez-Albela formaron Avantrio para explorar la música de compositores peruanos como Chabuca Granda, Felipe Pinglo y Nicomedes Santa Cruz. Posteriormente, el concepto se amplió para incluir música folclórica sudamericana, especialmente de Argentina y Brasil. Rei creó el Grupo Sofia Koutsovitis, un octeto que también incluía a Roeder y Coqui Pérez Albela, junto con Leo Genovese al piano, Jason Palmer a la trompeta, Adam Schneit al saxo alto, Dan Blake en el saxofón soprano y tenor, y Richie Barshay a la batería.
Rei se mudó a Nueva York en 2005 y en 2006 realizó una gira internacional con la Orquesta de Jazz de Maria Schneider. Su álbum debut, Ojalá, grabado con un octeto, fue lanzado ese mismo año. Compuesto por arreglos de sus propias composiciones y canciones de compositores argentinos, brasileños y cubanos, el álbum fue nombrado como uno de los 10 mejores discos del año por la Asociación de Periodistas de Jazz. All About Jazz la describió como "ecléctico y emocionante" y escribió que "ejemplifica las tendencias recientes en el jazz latino y la música latinoamericana en general, y demuestra por qué Sofia Koutsovitis es una de las cantantes más versátiles y solicitadas de la escena musical de Nueva York".
En 2008, cantó con Bobby McFerrin en Instant Opera, una pieza encargada por John Zorn, en el Carnegie Hall. También colaboró con Geoff Keezer en su álbum nominado al Grammy, Aurea.
En 2009, Rei publicó su segundo álbum, Sube Azul. Escribió ocho de las doce pistas que aparecieron en Sube Azul y coprodujo el álbum con Roeder. Allmusic escribió: "Koutsovitis emplea una especie de aura bohemia sudamericana, utilizando hitos culturales modernos, sentimientos de amor y arrepentimiento, y una paleta de colores ampliada para tejer algunos hechizos mágicos sobre cualquiera que se acerque a su musa... Como individuo, es difícil compararla con cualquier predecesora, excepto que su alegría y pasión podrían rivalizar con Flora Purim, Celia Cruz o Abbey Lincoln". El álbum ganó el premio al Mejor Álbum World Beat en los Independent Music Awards de 2009, y Rei fue nombrada Mejor Vocalista de Jazz Latino de 2009 por Latin Jazz Corner.
En una reseña de una presentación en vivo, el Boston Phoenix escribió: "Los arreglos inteligentes de Koutsovitis de originales y versiones mantuvieron la instrumentación de malabares y la dinámica modulada: introducciones suaves de rubato que continúan con temas de baile divertidos en 6/8. Hubo dúos fascinantes con Roeder y Genovese, voces de llamada y respuesta con la banda y aplausos de la audiencia a dos tiempos. Y siempre esos ritmos, desde la zamba argentina (no la samba brasileña, se apresuró a señalar) hasta el lando peruano y la chacarera argentina, en la que se acompañaba con el diminuto charango de 10 cuerdas. Explicó la letra en español de pérdida, dificultad y celebración, pero la música no necesitaba mucha traducción. El significado estaba en su voz y en el sonido de esta banda."
Más tarde, en 2009, Rei contribuyó con su voz en Niña Dance de Lova Zhurbin, un ciclo de canciones inspirado en los asesinatos y desapariciones sin resolver de mujeres y niñas en Ciudad Juárez, México. Encargado por Carnegie Hall Corporation, el estreno de la pieza tuvo lugar en Zankel Hall. Rei fue elegida como vocalista destacada para estrenar la obra como parte de la serie de conciertos "New Voices" de The Jazz Gallery.
El tercer álbum de Rei, De Tierra y Oro, fue lanzado en 2012. Coproducida por Rei, Roeder y Fab Dupont, fue grabado con guitarras eléctricas, loops y cajas de ritmos, además de charangos andinos, arpas paraguayas, marimbas colombianas de la Costa del Pacífico, bombos argentinos y cajones peruanos. Nombrado Mejor Álbum World Beat en los Independent Music Awards de 2013, Rei lo describió como una "serie de 'vagabundeos filosóficos': canciones que se basan en una amplia gama de influencias folclóricas sudamericanas y sonidos vigorosamente modernos".
Rei ha realizado giras por Europa, América del Norte y del Sur presentándose en festivales y lugares internacionales como el Carnegie Hall, el Kennedy Center, (Washington D. C.), SF Jazz (San Francisco), el Festival Internacional de Jazz en Lima (Perú), Teatro Colsubsidio (Bogotá, Colombia), Wien Konzerthaus (Viena, Austria), Cité de la Musique (París, Francia), North Sea Jazz (Países Bajos), Tom de Festa (Portugal), Festival Internacional de Jazz de Buenos Aires (Argentina).[cita requerida]

## Mycale, The Song Project y otras colaboraciones
Rei es miembro fundador de Mycale, un cuarteto internacional a cappella con sede en Nueva York con Ayelet Rose Gottlieb (Israel), Malika Zarra (Marruecos) y Basya Schechter (Estados Unidos). El compositor John Zorn encargó a Mycale que arreglara, interpretara y grabara composiciones de su Book of Angels: Masada Book II. Su primer álbum, Mycale: Book of Angels 13, fue publicado en Tzadik Records a principios de 2010. El segundo álbum, Gomory, fue publicado en 2015 en Tzadik con Sara Serpa (Portugal) como nueva integrante de la banda.
Rei también es parte del Song Project de John Zorn con Mike Patton y Jesse Harris. El proyecto fue elaborado por Zorn en su 60 aniversario como una retrospectiva de 30 años. La agrupació presenta una "banda estelar de habituales de Zorn" que incluye a Marc Ribot, John Medeski, Kenny Wollesen, Trevor Dunn, Joey Baron y Cyro Baptista.
Además, Rei actúa con el proyecto Language of Dreams de Myra Melford. Ha grabado, tocado o colaborado con artistas como Frank London, los Klezmatics, Guillermo Klein, Ezequiel Viñao, the Panamerican Symphony Orchestra, Clarice Assad, Curupira, Las Añez, Celso Duarte, Lionel Loueke, John Scofield, Danilo Perez, Susana Baca, Eva Ayllon, Pavel Urkiza, Russ Ferrante, Bob Moses, Steve Lacy, Aquiles Baez, C4 Trio, Acá Seca, Pedrito Martinez y La Bomba de Tiempo.

## Carrera como profesora
Rei trabaja con las Iniciativas Globales de Berklee College of Music en varios programas, incluido su proyecto itinerante Berklee Latino. Ha sido miembro del departamento de Voz y del departamento de Composición de canciones desde 2011. Ha enseñado en el Conservatorio de Nueva Inglaterra y en la Academia de Jazz de Nueva York, e imparte talleres de improvisación vocal y entrenamiento de estilos a nivel internacional.

## Apariciones en los medios
Rei apareció sin guion en el programa Conan en un control remoto con Conan O'Brien. Estaba hablando por teléfono con su hermana cuando Conan, que estaba buscando una dirección mientras hacía un poco de comedia entregando comida china, la vio mientras estaba recostada en la ventana abierta de su apartamento y la saludó. Ella le devolvió el saludo, le dio indicaciones y le enseñó a beber mate argentino. El video se puede encontrar en el canal oficial de YouTube de Conan O'Brien, llamado Team Coco.

## Premios
- Jazz Journalists Association Top Ten Records de 2006
- Latin Jazz Corner, mejor vocalista de jazz de 2009
- Independent Music Award, World Beat, mejor álbum (2009)
- Independent Music Award, World Beat, mejor álbum (2013)
- Independent Music Award, World Beat, mejor canción (2013)
- Independent Music Award, mejor álbum conceptual (2018)

## Discografía

### Como Sofia Rei/Sofia Rei Koutsovitis
- Ojala (Ojala, 2006)
- Sube Azul (Aldea Global/ Harmonia Mundi, 2009)
- De tierra y oro (Cascabelera, 2012)
- El Gavilán (Cascabelera, 2017)
- Umbral (Cascabelera, 2021)
- Coplas escondidas (Cascabelera, 2023)

### Como invitada
- Alcatraz, Alcatraz Lima (Limon, 2007)
- Clarice Assad, Imaginarium (Aventura, 2014)
- Bituín, Punto y Raya (Bituin, 2014)
- Raynald Colom, Ascenso (Jazz Village, 2012)
- Curupira, La Gaita Fantástica (Nova et Vetera, 2015)
- Folclore Urbano, Corazón (Chonta, 2009)
- Forro en la oscuridad/Forro Zinho, Forro en la oscuridad interpreta a Zorn (Tzadik, 2015)
- Jesse Harris, No Wrong No Right (Dangerbird, 2015)
- Andy McWain, Resemblance (Fuller Street, 2007)
- Nando Michelin, Como árboles (2011)
- Mycale, Book of Angels Vol. 13 (Tzadik, 2010)
- Mycale, Gomory: Book of Angels Vol. 25 (Tzadik, 2015)
- Numinous, The Music of Joseph C. Phillips Jr. (Vipassana Innova, 2009)
- Diego Obregón & Grupo, Chonta Pequeña Historia (2012)
- Edward Pérez, The Year of Two Summers (Lima Limón, 2008)
- The Song Project, Live at Le Poisson Rouge (Tzadik, 2015)
- The Song Project, Vinyl Singles Edition (Tzadik, 2014)
- Samuel Torres, Yaounde (Blue Conga, 2010)
- Ezequiel Viñao, Sonetos de Amor (Tlon, 2015)[23]
- John Zorn, El Libro Beri'ah : Kéter (Tzadik, 2018)